# D704i
FOMA D704i（フォーマ・ディー なな まる よん アイ）は、三菱電機によって開発された、NTTドコモの第三世代携帯電話 (FOMA) 端末である。

## 概要
- SH704iと同じく、「7シリーズ」初のワンセグ対応機種。2006年冬に発表されたD903iTVとは違い、ワンセグ用アンテナは外付ではなく本体収納タイプのホイップアンテナとなっている。2.4インチの液晶画面でワンセグとしては画面の大きさでは小さい部類に入るが、キャッチコピーであるよくばりコンパクトからもわかるように、手のひらサイズのスライドワンセグケータイを売りにしている。また、この機種は初めてドコモ7シリーズでスライド式となった。
- ワンセグ機能としては、録画が出来ないという点がある。D903iTV同様、スライドオープンで縦画面、クローズで横画面。スライド開閉に連動して画面が切り替えることができる。コンパクトボディでありながら、ワンセグの5時間30分の長時間視聴が可能になっている。画面は700：1の高コントラスト比を実現し、左右・上下約160度の広い視野角でもきれいに見ることが出来る。また、照度センサーを搭載しており、明るい屋外、室内、暗い場所など、周りの明るさに合わせて画面の明るさを3段階に調節し、省電力を実現すると共に観やすい映像を楽しめる。ワンセグの動画を保存することは出来ないが、放送中の映像の一画面を、静止画として保存することはできる。
- 音楽機能は「うた・ホーダイ」には対応していないものの、Windows Media Audio (WMA) 形式の音楽ファイル再生に対応し、デジタル著作権管理 (Digital Rights Management) に対応している事により、Napster等の有料音楽配信サイトの利用も出来る。着うたフルにも対応している。
- PDFやWord、Excelなども閲覧することが出来る。また、便利機能としてD90xiに搭載されているスピードメニューがD70xiで初めて搭載され、ワンセグや音楽などよく使う機能をすばやく起動することが出来る。また、音声入力機能により「声」を使って呼び出すこともできる。
- サブカメラを備えていないため、テレビ電話で自分の顔を送信することはできない。

| 主な対応サービス           | 主な対応サービス                    | 主な対応サービス         | 主な対応サービス                       |
| -------------------------- | ----------------------------------- | ------------------------ | -------------------------------------- |
| DCMX／おサイフケータイ     | うた・ホーダイ                      | 着うたフル／着うた       | デジタルオーディオプレーヤー(WMA)(AAC) |
| 直感ゲーム／メガiアプリ    | Music&Videoチャネル／ビデオクリップ | 3Gローミング             | プッシュトーク                         |
| FOMAハイスピード           | GPS／ケータイお探し                 | デコメール／デコメ絵文字 | iチャネル                              |
| 着もじ                     | テレビ電話／キャラ電                | 電話帳お預かりサービス   | フルブラウザ                           |
| おまかせロック／バイオ認証 | 外部メモリーへiモードコンテンツ移行 | トルカ                   | iC通信／iCお引越しサービス             |
| きせかえツール／マチキャラ | バーコードリーダ／名刺リーダ        | 2in1                     | エリアメール                           |

### プリインストールiアプリ
- 楽オク出品アプリ
- iアプリバンキング
- ケータイクレジット「iD （アイディ）」
- 「DCMX」クレジットアプリ
- Gガイド番組表リモコン

## 歴史
- 2007年6月12日：技術基準適合証明 (TELEC) 通過。
- 2007年6月15日：電気通信端末機器審査協会 (JATE) 通過。
- 2007年7月4日: D704i・F704i・P704i・SH704i・SO704i・L704i・N704iμ・P704iμの開発発表。
- 2007年8月23日：発売開始。